# António José de Melo Silva César e Meneses
António José de Melo Silva César e Meneses (Lisboa, 17 de Novembro de 1794 – Lisboa, 14 de Setembro de 1863), 9.º conde de São Lourenço, foi um aristocrata e militar, oficial general do Exército Português, que se distinguiu durante a Guerra Peninsular e como apoiante do legitimismo miguelista. Foi Ministro e Secretário de Estado da Guerra do governo de D. Miguel e comandante-em-chefe das forças miguelistas na fase final da Guerra Civil Portuguesa. Recebeu múltiplas condecorações e foi sócio da Academia Real das Ciências de Lisboa.

## Biografia
Membro da alta aristocracia portuguesa, nasceu no Palácio Sabugosa a 17 de Novembro de 1794, filho de José António de Melo da Silva César e Meneses, 8.º conde de São Lourenço e 2.º marquês de Sabugosa, e de sua mulher Leonor Maria José de Sampaio, ambos membros das principais famílias da nobreza portuguesa do seu tempo.
Seguindo a tradição familiar, alistou-se no Exército Português no ano de 1801, tendo pouco depois sido promovido ao posto de capitão e em 1804 despachado ajudante de ordens de seu pai, que entretanto fora nomeado capitão general dos Açores, seguindo nesse ano com ele para a sede da capitania, a cidade de Angra, na ilha Terceira.
Após o seu regresso a Lisboa, foi colocado no Regimento da Cavalaria n.º 4, com o qual participou na Guerra Peninsular: Pelo seu desempenho durante aquele conflito, foi condecorado com as medalhas comemorativas dos Pirenéus, Orthez e Toulouse e com a Cruz da Guerra Peninsular de três campanhas.
Foi ajudante de campo do marechal William Carr Beresford, permanecendo nessas funções quando foi promovido a major e a tenente-coronel. Era ajudante de campo daquele oficial britânico quando este foi obrigado retirar-se para Inglaterra na sequência da Revolução liberal do Porto, ocorrida em Agosto de 1820.
Instalado o vintismo, permaneceu contrário às ideias liberais, razão pela qual foi deportado em 1822. Caído o governo constitucional em 1824, na sequência da Abrilada, voltou a Lisboa, sendo de imediato promovido a coronel e nomeado comandando do Regimento da Cavalaria n.º 4, o seu antigo regimento, funções que exerceu até Agosto de 1826, sendo demitido em consequência das mudanças políticas que resultaram do falecimento do rei D. João VI de Portugal.
Permanecendo claramente antiliberal e defensor do legitimismo, em Fevereiro de 1828, após a aclamação de D. Miguel I de Portugal, foi novamente nomeado comandante do seu regimento e pouco depois nomeado governador das armas do Partido do Porto. Manteve-se naquele comando até ser chamado a Lisboa para assumir o cargo de Secretário de Estado da Guerra do governo miguelista, funções que manteve durante a maior parte da Guerra Civil Portuguesa.
Em Fevereiro de 1833 abandonou as funções governativas para assumir o comando em chefe do exército miguelista em consequência da exoneração concedida ao general José de Sousa Pereira de Sampaio Vaía, o 2.º visconde de Santa Marta. Comandou as forças miguelistas até Julho daquele ano, sendo sucedido no cargo pelo general francês Louis Auguste Victor de Ghaisne de Bourmont.
Com a derrota do miguelismo foi obrigado a afastar-se da vida política e militar, sendo em 1851 reformado no posto de brigadeiro.
Casou a 18 de Agosto de 1811 com a sua prima Teresa Maria do Resgate Correia de Sá, filha de Salvador Correia de Sá e Benevides Velasco da Câmara, o 5.º visconde de Asseca. Após o falecimento da esposa, ocorrido a 13 de Novembro de 1832, casou a 11 de Abril de 1836 com Maria Vitória do Resgate Correia de Sá, irmã da sua primeira esposa.
Faleceu a 14 de Setembro de 1863 no posto de brigadeiro reformado. Era comendador da Ordem de Nossa Senhora da Conceição de Vila Viçosa, cavaleiro da Ordem Militar de Sant'Iago da Espada e detentor de múltiplas medalhas militares. Foi também sócio da Academia Real das Ciências de Lisboa.